# Sybilla Mittell Weber

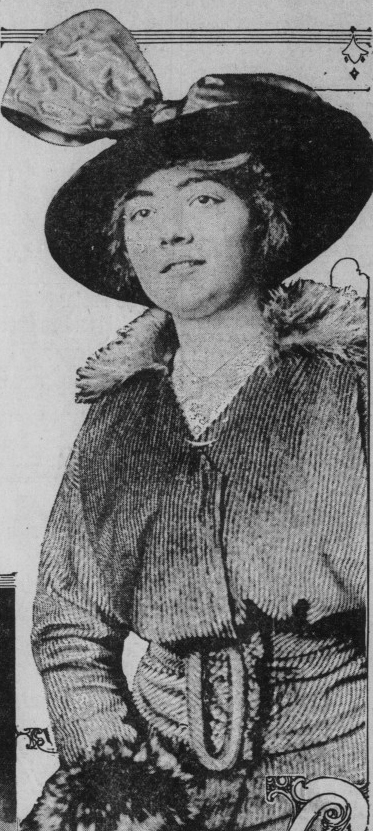
Porträt Sybilla Mittell, aus: San Francisco Call, 17. April 1914, S. 10

Sybilla Mittell Weber (* 31. Mai 1892 Manhattan, New York, USA; † 31. Juli 1957 Danbury, Connecticut, USA) war eine US-amerikanische Künstlerin, die mit Radierungen von Hunde- und Pferdedarstellungen bekannt wurde.

## Leben
Sybilla Weber wurde in New York geboren, wo sie auch aufwuchs. Ihr Vater Philip Mittell (1865–1943) war Violinist und Musiklehrer. Er stammte aus Mannheim in Deutschland, wo er bei Pyotr Ilyich Tchaikovsky und Anton Rubinstein am Konservatorium in Leipzig studiert und im Orchester von Johannes Brahms gespielt hatte, ehe er 1888 nach Amerika emigrierte. Ihre Mutter Anna von Schmuss (oder Schmauss) Mittell (um 1867–1929) war in jüngeren Jahren als Porträtmalerin tätig. Ihr älterer Bruder Teja S. Mittell (1891–1979) heiratete Lyn Donaldson Mittell (um 1892–1966), eine Schauspielerin und Sopranistin, die unter dem Namen Lyana Donaz auftrat. 1921 heiratete Sybilla Mittell den aus Wien stammenden Chemiker Lothar E. Weber in Yonkers, New York. Er starb fünf Jahre später in Buffalo, New York.
Die Sommer ihrer Jugend verbrachte Sybilla Mittell mit ihrer Familie in New Brunswick, Kanada, wo ihr Vater in der Nähe von Dumfries ein Sommercamp für Jungen leitete. Dort jagte und fischte sie gemeinsam mit ihrem Vater und besuchte auch Bauernhöfe in der Nähe, wovon ihre Tierliebe, v. a. zu Hunden und Pferden geprägt wurde. Kurz vor dem Ersten Weltkrieg nahm sie bei dem österreichischen Tiermaler Alfons Purtscher Unterricht, der seinerseits bei dem Münchner Tiermaler Heinrich von Zügel an der Kunstakademie in München studiert hatte. Während ihrer künstlerischen Ausbildung in München entschied sie sich zusätzlich für ein Studium der Veterinärmedizin bzw. nahm an der Anatomieklasse in diesem Rahmen teil.
Noch ehe der Erste Weltkrieg ausbrach, kehrte sie nach New York zurück. Sie reiste häufig nach Europa, nach Irland, um die Pferdeshow in Dublin zu sehen und für Hunderennen nach Cork. In Polen ging sie auf Wildschweinjagd und in Madrid besuchte sie einen Stierkampf. In den 20er Jahren nahm sie Druckgrafik-Unterricht an der Art Students League. Dort war Joseph Pennell ihr Lehrer, der sich auf Radierung, Lithographie und Zeichnen spezialisiert hatte. Seither konzentrierte sich Sybilla Mittell Weber auf druckgrafische Werke.
Bereits 1914 erhielten Gemälde von Hunden und anderen Haustieren, die sie in einer Gruppenausstellung im MacDowell Club in New York zeigte, bewundernde Kritiken. In mehreren Zeitungen wurden ihre Bilder reproduziert. Anlässlich der Sesqui-Centennial International Exposition 1926 in Philadelphia zeigte Weber vier Radierungen. 1930 gab der Verlag von William Edwin Rudge Druckwerke von ihr heraus. Zwei Jahre später hatte sie eine Einzelausstellung in den Milch Galleries in Manhattan, 57th Street. Sie zeigte Gemälde, Aquarelle und Radierungen von Pferden, Hunden sowie weiteren Haus- und Wildtieren. Im gleichen Jahr stellte sie im Los Angeles Museum of Science and Art Gemälde und Radierungen anlässlich der Olympischen Sommerspiele 1932 aus.
1933 erhielt sie durch die Smithsonian Institution eine Einzelausstellung in Washington, D.C. mit 50 Radierungen von Pferden und Hunden im United States National Museum (heute National Museum of Natural History). Auch in den darauffolgenden Jahren waren ihre druckgrafischen Werke sowohl in Gruppen- als auch in Einzelausstellungen zu sehen, u. a. in der National Academy of Design in New York (1932); im Brooklyn Museum (1932); in der Academy of Arts Gallery in Richmond, Virginia (1933); in der Galerie des Junior League Club in Washington, D.C. (1935); in der Library of Congress (1935) und im National Arts Club in New York (1935). In den 30er und 40er Jahren beteiligte sie sich auch an den Jahresausstellungen des Water Color Club of Washington, D.C.
Im April 1937 erhielt ihre Radierung Racing II (1936) den Hauptpreis der Jahresausstellung des Philadelphia Print Clubs. Im gleichen Jahr fand ihre Einzelausstellung in den Kleeman Galleries in New York statt und zwei Jahre später wurden Werke von ihr im Rahmen einer Druckgrafik-Ausstellung amerikanischer Künstler auf der Biennale von Venedig gezeigt.
1952 nahm sie Unterricht im Gravieren im Atelier 17 in New York. 1953 stellte sie Farbkupferstiche u. a. von zwei Flamingos aus, sowohl in der Jahresausstellung der Society of American Graphic Artists und im Portland Museum of Art. 1954 hatte sie in Boston eine Einzelausstellungen von Gemälden und Druckgrafiken.